# Kraftwerk Kallnach
Das Kraftwerk Kallnach ist ein Laufwasserkraftwerk, welches in den Jahren 1909 bis 1913 erbaut wurde und 1980 erneuert wurde. Das Wasser der Aare wird bei Niederried zum Niederriedsee aufgestaut und zur Energienutzung durch einen 2100 Meter langen Stollen nach Kallnach ausgeleitet, wo die Höhendifferenz von 22 Metern von einer unterirdisch angeordneten Rohrturbine genutzt wird. Das Unterwasser wird durch einen offenen drei Kilometer langen Kanal, dem sogenannten Unterwasserkanal, geradlinig durch das Grosse Moos geführt und bei Walperswil in den Hagneckkanal geleitet. Die Rohrturbine erbringt eine Leistung von 8 MW; die mittlere Jahresproduktion beträgt 51 GWh. Das Kraftwerk ist im Besitz der BKW Energie.

## Geschichte

### Bau der ersten Anlage
Um den Anfang des 20. Jahrhunderts stetig zunehmenden Bedarf an elektrischer Energie zu decken, beschloss die BKW, ein neues Kraftwerk zu bauen, das die drei bestehenden Werke in Hagneck, Spiez und Kandergrund ergänzen sollte.
Die Gründung für das Wehr des Niederriedstausees wurde in Senkkasten-Bauweise durch die Firma von Conradin Zschokke erstellt. Das Wehr war für einen maximalen Abfluss von 1400 m³/s ausgelegt, das Kraftwerk musste aber nur eine Restwassermenge von 7 m³/s garantieren. Weil bei dieser kleinen Restwassermenge der Wasserstand der Aare in Aarberg unter dem Einlauf der alten Aare zu liegen kam, musste das dort notwendige Restwasser über einen 5,2 km langen Kanal direkt vom neu errichteten Wehr zugeführt werden. Das Wehr war mit Fischtreppe, Schiffsrampe und Flossrinne ausgerüstet, wobei die Nutzung letzterer schon bei der Eröffnung angezweifelt wurde, da auf der Aare Anfang des 20. Jahrhunderts kaum mehr Holz geflösst wurde.
Der Zuleitungsstollen wurde im Sprengvortrieb ausgebrochen. Auf der Seite Kallnach, wo der Stollen durch Lockergestein führt, traten teilweise Bergschäden in Form von Senkungen an der Oberfläche auf, die wieder verfüllt werden mussten.
Am Ende des Oberwasserkanals befand sich das Schieberhaus, wo die drei genieteten Druckleitungen begannen, die zum Maschinenhaus führten, wo sechs Doppel-Francis-Turbinen standen. Die Turbinen wurden von Piccard, Pictet & Cie aus Genf geliefert, Generatoren und Transformatoren stammten von BBC. Die beiden Türme des Gebäudes dienten als Abgang für die Hochspannungskabel.
Der Unterwasserkanal wurde durch einen Eimerkettenbagger ausgegraben, der täglich bis zu 2000 m³ Erdreich bewegen konnte.
Die gesamten Baukosten betrugen 9,3 Millionen Schweizer Franken.

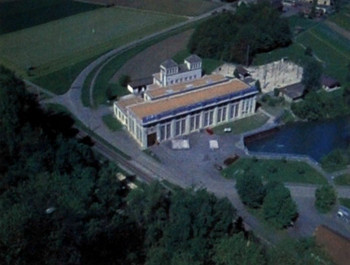
Flugaufnahme der Anlage
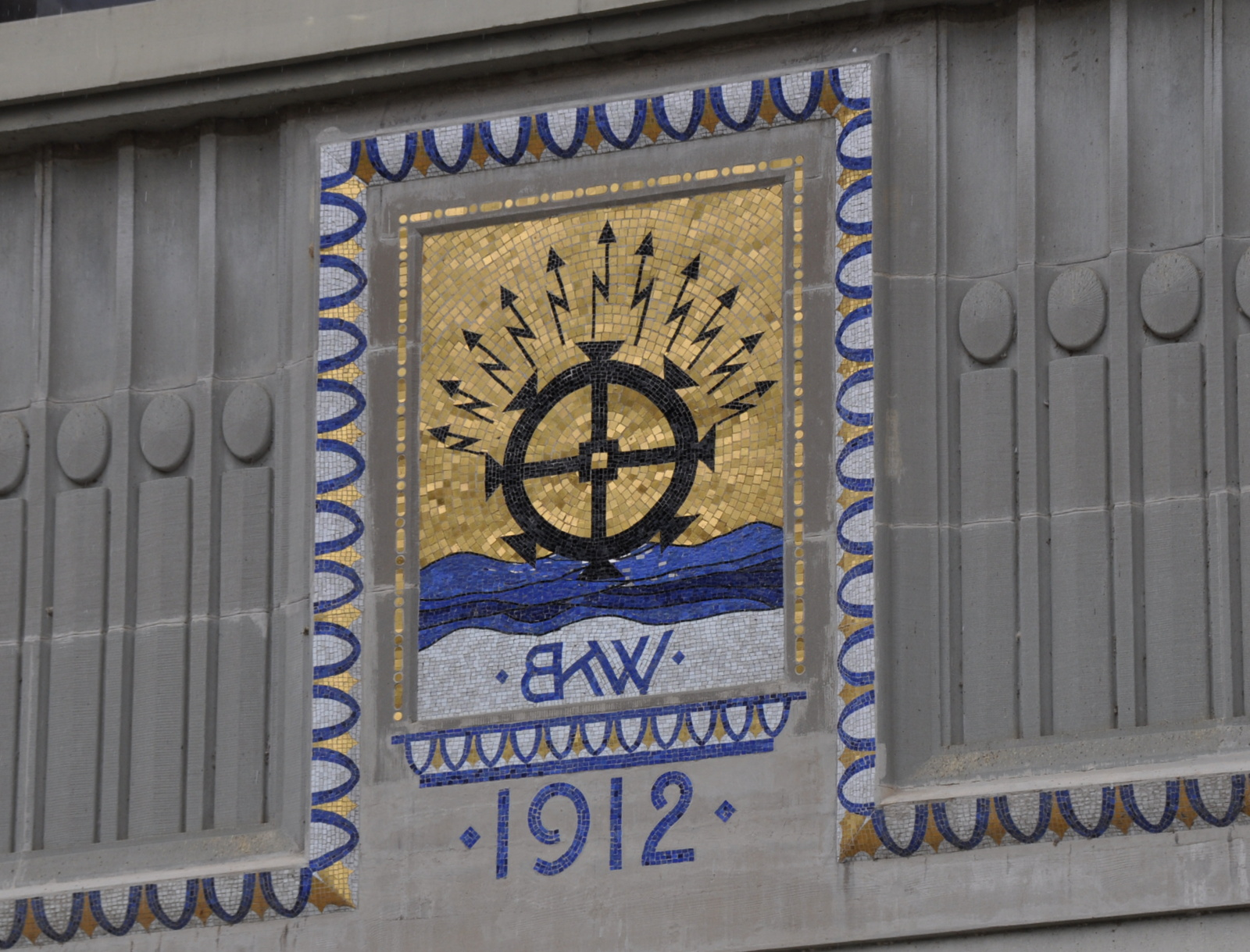
Emblem über dem Portal
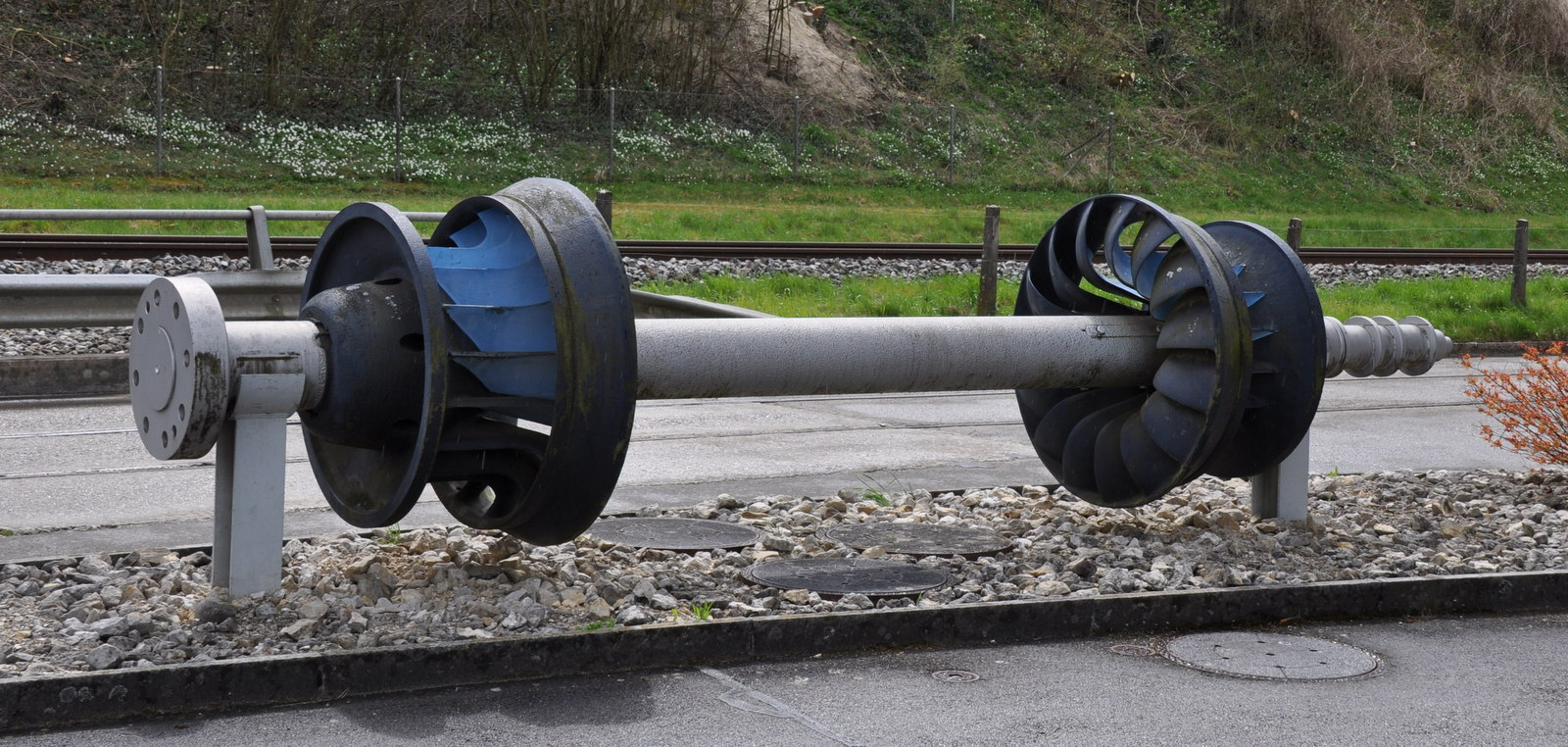
Läufer einer der Doppel-Francisturbinen
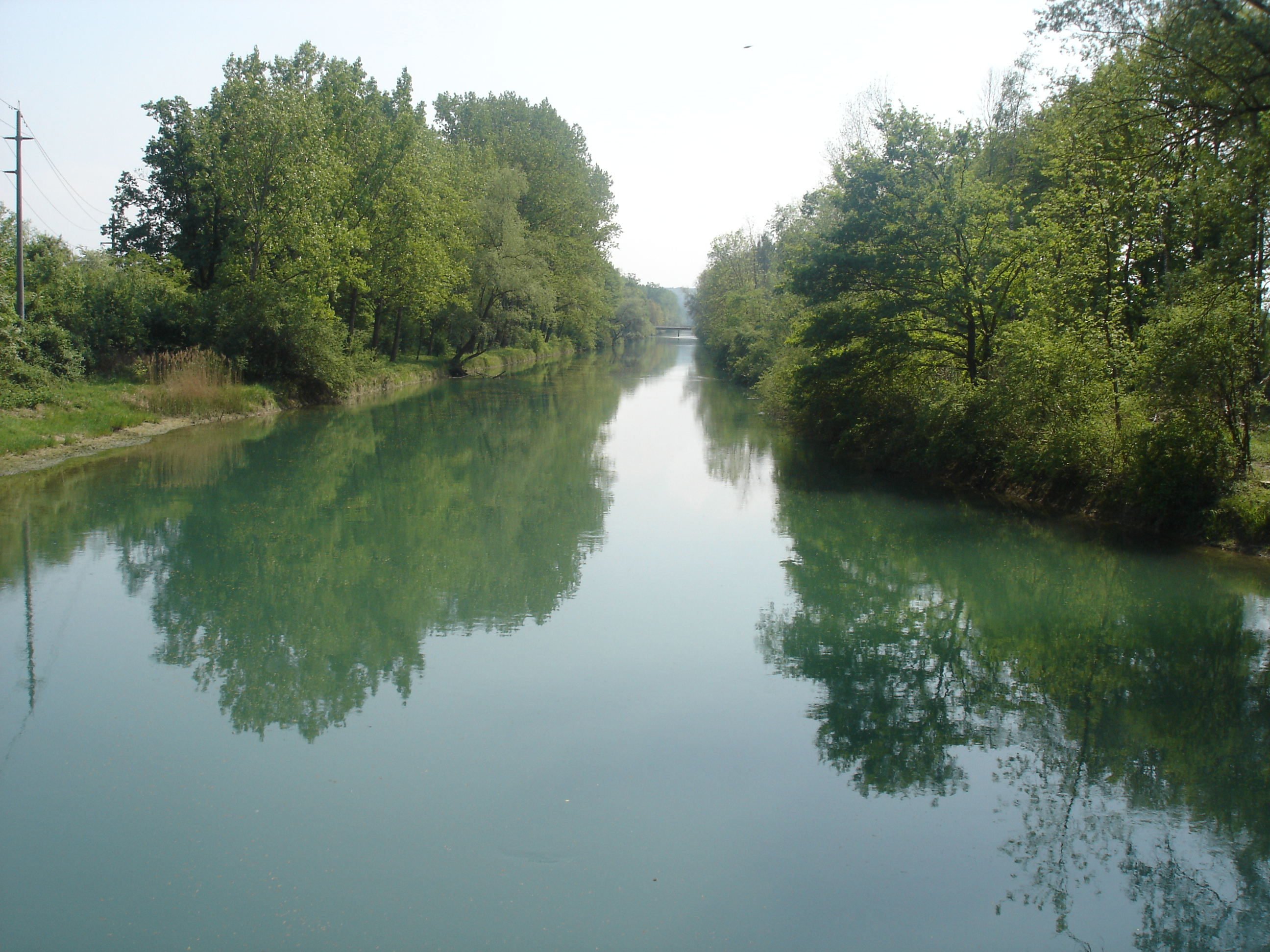
Unterwasserkanal

### Betrieb
Das Kraftwerk nahm am 1. Juli 1913 den Betrieb auf. Die Anlage lieferte anfänglich den Strom nur mit 40 Hz aus, der damaligen Standardfrequenz des BKW-Netzes. Der Betrieb mit 50 Hz wurde aber bereits von Beginn an vorgesehen, damit auch Energie in das mit dieser Frequenz betriebene Netz der Freiburgischen Kraftwerke geliefert werden konnte. Das Kraftwerk hatte eine maximale Leistung von 9,7 MW.
1921 wurde das gesamte damalige BKW-Netz auf 50 Hz umgestellt.
1950 kam es zu einer Transformatorexplosion im Kraftwerk. Der darauffolgende Ölbrand war nur schwer zu löschen, weil die Feuerwehren damals noch nicht über geeignete Löschmittel verfügten. Schliesslich gelang es, den Brand mit Kohlesäurelöscher und nassen Säcken zu ersticken.
Die Anlage stand bis 14. November 1978 in Betrieb.
| \| \| |
| Lagekarte der Kraftwerke zwischen Bern und Bielersee. Die Anlagen westlich des Wohlensees werden von der BKW betrieben. |
| |

### Erneuerung des Kraftwerks
Die Anlage von 1913 konnte maximal 60 m³/s, nach anderen Quellen 70 m³/s, Wasser verarbeiten, eine Menge, die wesentlich geringer ist als der durchschnittliche Abfluss der Aare. Aus diesen Gründen wurde 1959 beschlossen, das Wasser des Flusses besser auszunutzen, was zum Bau der beiden Kraftwerke Aarberg und Niederried-Radelfingen führte, die für die Verarbeitung von 170 m³/s ausgelegt wurden.
Trotz den neuen Kraftwerken wollte die BKW das Kraftwerk Kallnach nicht stilllegen, da in diesem Falle die Anlage hätte zurückgebaut werden müssen. Ausserdem hat der Unterwasserkanal des Kraftwerks einen wesentlichen Einfluss auf den Grundwasserspiegel im Grossen Moos, so dass dieser wahrscheinlich bei einer Stilllegung hätte weiter betrieben werden müssen.
Die BKW beschloss deshalb, die alte Anlage möglichst kostengünstig durch eine neue Anlage zu ersetzen. Nach dem Bau der neuen Kraftwerke an der Aare konnte die zu verarbeitende Wassermenge auf 45 m³/s reduziert werden, so dass die sechs bestehenden Turbinen durch eine einzige in einem neuen unterirdischen Maschinenhaus untergebrachte Rohrturbine mit aussen liegendem Generator ersetzt werden konnte. Der Zuleitungsstollen und der Unterwasserkanal konnten unverändert vom alten Kraftwerk übernommen werden. Die Anlage ging 1980 in Betrieb und hat eine Konzession, die im Jahr 2043 abläuft.
Das neue Kraftwerk verarbeitet normalerweise nur 20 m³/s Wasser, was für den ordnungsgemässen Betrieb des Unterwasserkanals gerade genügt. Die in Kallnach zu verarbeitende Wassermenge wird erst erhöht, wenn der Abfluss der Aare 190 m³/s überschreitet und dadurch die Kraftwerke an der Aare nicht mehr alles Wasser verarbeiten können.

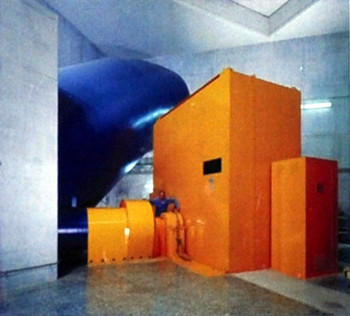
Unterirdischer Maschinenraum
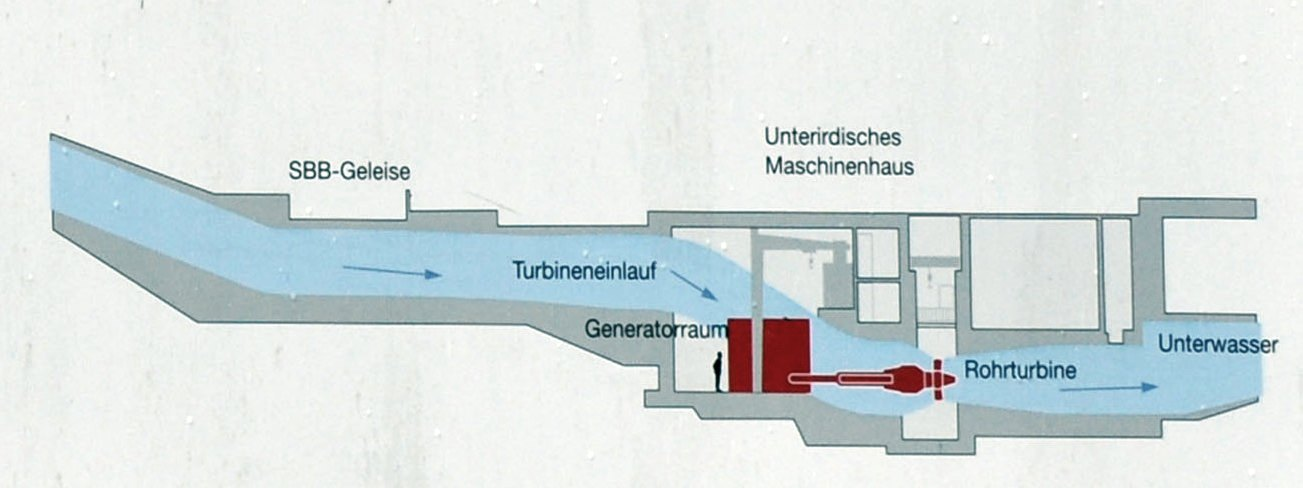
Schnittzeichnung der neuen Anlage